# Nella Linhas Aéreas
A Nella Linhas Aéreas, ou simplesmente Nella, será uma companhia aérea brasileira de baixo custo, com sede no Rio de Janeiro, tendo seu hub no Aeroporto Internacional do Rio de Janeiro.
A companhia aérea pretende iniciar suas operações no primeiro trimestre de 2022.
A nella tem intenções de operar voos de cargas no futuro, com a aeronave Boeing 737-400F.

## História

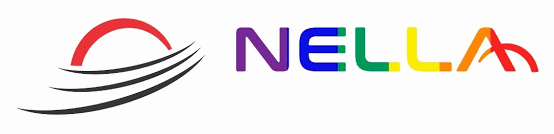
Logo LGBT da Nella Linhas Aéreas no Mês do Orgulho

No momento, a Nella Linhas Aéreas esta na fase de certificação que inclui a elaboração de manuais operacionais e sua avaliação dos órgãos competentes.
Em 19 de julho de 2021, a Nella Linhas Aéreas anunciou que agora controla a Albatros Airlines, sendo que o valor da compra não foi divulgado. Agora a Albatros Airlines tem uma nova imagem corporativa e nome comercial, Albatros Airlines by Nella.
Em 10 de agosto de 2021, a Nella anunciou a compra da Amaszonas, sendo o valor da compra de U$ 50 milhoes de dólares, que antecipou as atividades da Nella Linhas Aéreas.

## Destinos
A nella linhas aéreas pretende operar em 78 aeroportos diferentes.

## Frota
| Modelo          | Prefixo | Serial Number | Fabricado em | Ano de aquisição | Notas                              |
| --------------- | ------- | ------------- | ------------ | ---------------- | ---------------------------------- |
| Airbus A320-200 | PS-NLA  | 2975          | 2006         | -                |                                    |
| Airbus A320-200 | PS-NLB  | 4924          | 2011         | -                |                                    |
| Airbus A320-200 | PS-NLC  | 4933          | 2011         | -                |                                    |
| Airbus A320-200 | PS-JKL  | 5232          | 2012         | -                |                                    |
| Airbus A320-200 | PS-RRM  | 5304          | 2012         | -                | Será a primeira aeronave entregue. |
| Boeing 737-500  | PR-JKL  | TBA           | TBA          | -                |                                    |

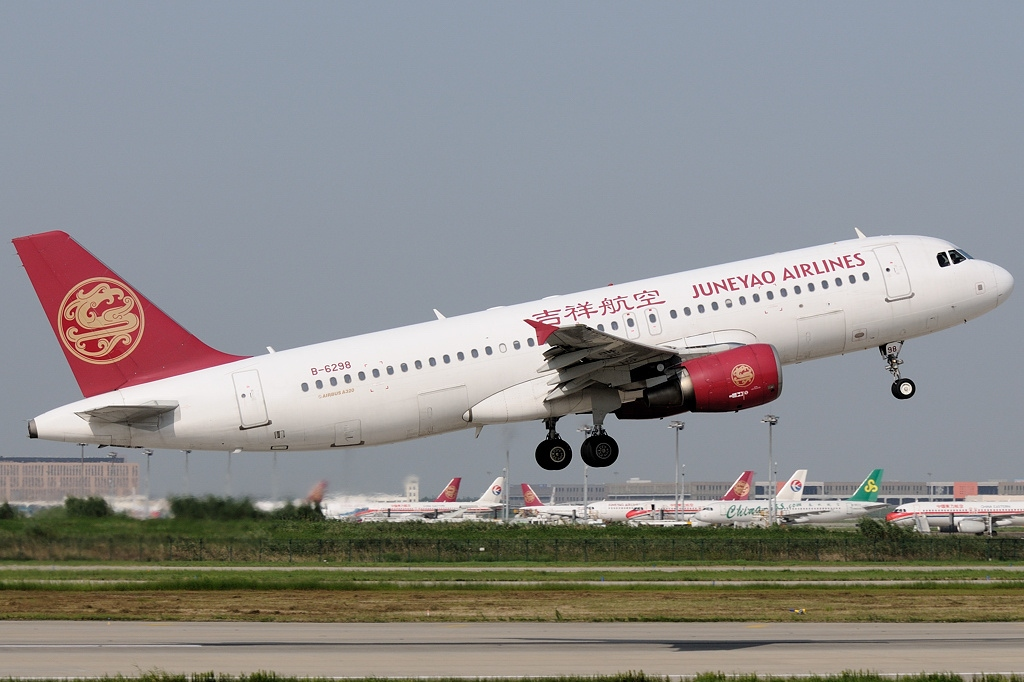
A aeronave, PS-NLA nas cores da Juneyao Airlines

A frota da Nella Linhas Aéreas também irá ser constituída pelas seguintes aeronaves:
- Boeing 777-300
- ATR-72
- ATR-42-300

## Ligações Externas
Sítio Oficial